# دریاچه ولگو
دریاچه ولگو (انگلیسی: Lake Volgo) یک دریاچه در استان تور کشور روسیه است.